# Peralta de Calasanz
Peralta de Calasanz (também chamada de Peralta de la Sal) é um município oscense, situado na comarca de La Litera, a 90 km. da cidade de Huesca, na comunidade autónoma de Aragão, em Espanha. A sua área é de 114,9 km² com população de 252 habitantes (2007) e densidade populacional de 2,39 hab/km².

## Demografia
| Variação demográfica do município entre 1991 e 2004 | Variação demográfica do município entre 1991 e 2004 | Variação demográfica do município entre 1991 e 2004 | Variação demográfica do município entre 1991 e 2004 |
| --------------------------------------------------- | --------------------------------------------------- | --------------------------------------------------- | --------------------------------------------------- |
| 1991                                                | 1996                                                | 2001                                                | 2004                                                |
| 349                                                 | 306                                                 | 258                                                 | 274                                                 |